# Cession de créance
La cession de créance est un contrat par lequel un cessionnaire achète la créance que le cédant possède contre le débiteur cédé.

## Droit français
En droit civil français, la cession de créance est assimilée à un contrat de vente : la rencontre des volontés du cédant et du cessionnaire emporte le transfert automatique de la propriété. Le transfert de la propriété de la créance se fait solo consensus. Cette aliénation suppose la capacité juridique de disposer des droits personnels.

## Droit québécois
En droit québécois, la cession de créance est prévue à l'article 1637 du Code civil du Québec. Les conditions de validité de la cession de créance sont aux articles 1610, 1641, 1642 et 1645 C.c.Q.